# Nationaal Orgelmuseum
Het Nationaal Orgelmuseum is een museum in de Gelderse stad Elburg. Het is gewijd aan de geschiedenis van het Nederlandse pijporgel.

## Geschiedenis
Het museum werd in 1977 opgericht door Maarten Seijbel die op dat moment hoofdorganist was van de plaatselijke Grote of Sint-Nicolaaskerk. De collectie werd eerst ondergebracht in het Museum Elburg en door de aanwas later overgebracht naar een nieuwe locatie aan de Rozemarijnsteeg in de vesting. In 2011 fuseerde het met een stichting die het orgel beheerde van wijlen architect Gert Boon (1912-2009). Dankzij zijn nalatenschap werd de verhuizing naar het Arent thoe Boecophuis mogelijk, een kasteel in de binnenstad uit het jaar 1396. Hier werd het museum op 14 november 2014 heropend door politicus en orgelliefhebber Elco Brinkman.
Sinds oktober 2018 is het museum opgenomen in het landelijk Museumregister en heeft het museum de status van officieel geregistreerd museum. Per 1 januari 2019 is de Museumkaart in het museum geldig.

## Boon-orgel
| Boonzaal |  | Boonorgel |
| Boonzaal |  | Boonorgel |

Sinds de fusie van 2011 is het museum in het bezit van een orgel dat Ernst Leeflang bouwde. Nadat Gert Boon dit orgel in het bezit kreeg, plaatste hij het in zijn boerderij in Hoog Buurlo en bekleedde hij de hoge orgelpijpen naar een eigen ontwerp. De heldere gele, blauwe, lila en rode vlakken verwijzen naar het structuralisme, Boons voorkeursstijl in de architectuur. Het orgel is geplaatst in de Gert Boonzaal: een gebouwtje op de binnenplaats van het museum dat ooit stadsgevangenis was. Het werd hiervoor verbouwd en ingericht door architect Ronald Plug. Het orgel is geïntoneerd als huiskamerorgel waarop met tweeëntwintig stemmen verschillende muziekstijlen mogelijk zijn.

## Collectie

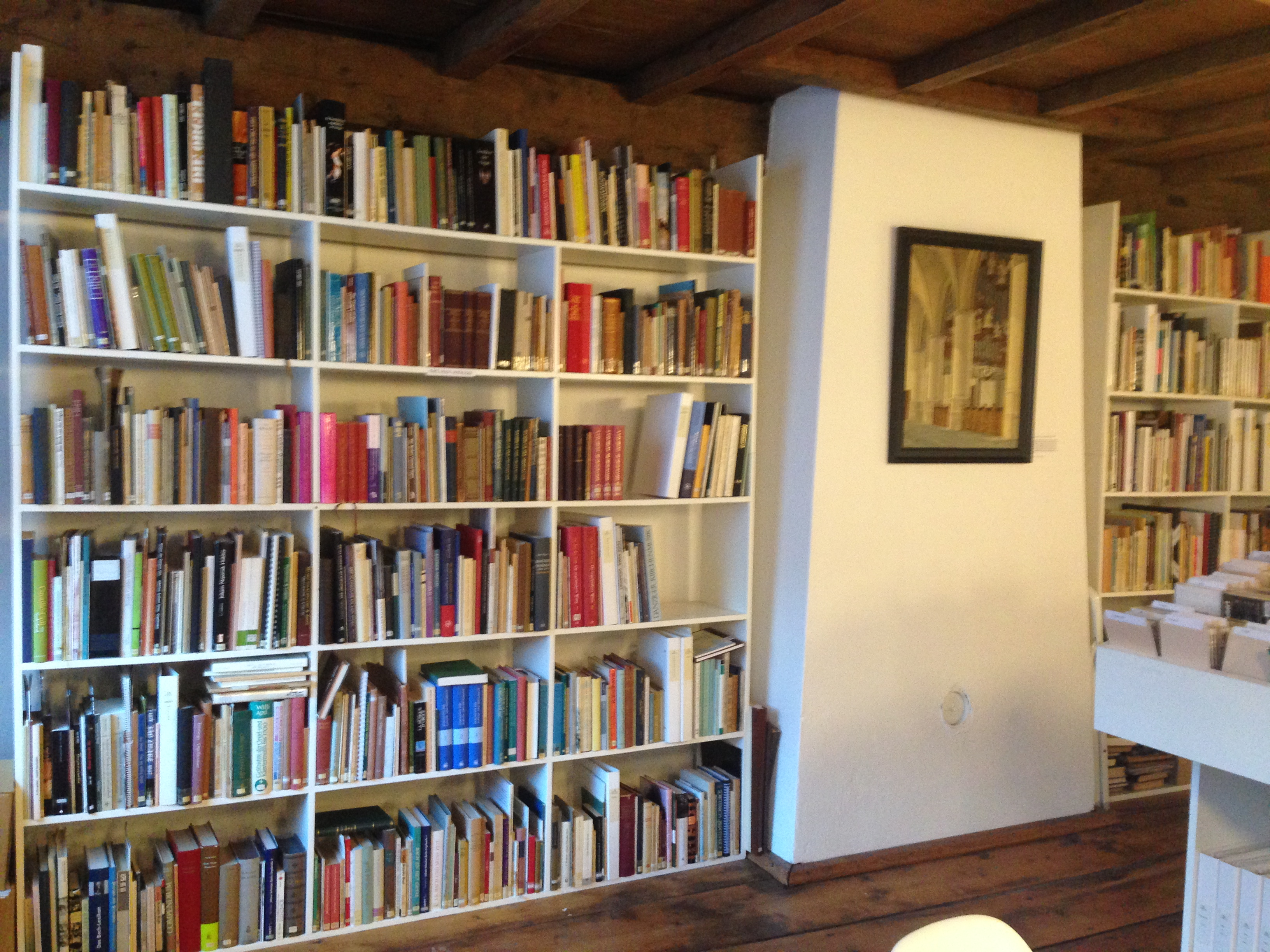
Museumwinkel en bibliotheek

Het museum bezit verder een uitgebreide collectie van historische orgels, met pijpwerk dat dateert sinds het jaar 1540.  De meeste orgels zijn nog bespeelbaar. In het museum zijn onder meer de klavieren te zien van het orgel uit de Oude Kerk in Amsterdam. Daarnaast toont het allerlei originele koraalboeken, orgelmakersgereedschap en maquettes. Een speciale kamer in het museum is gewijd aan Nederlandse organisten, zoals Jan Pieterszoon Sweelinck en Jan Zwart.
Voor kinderen is een speurtocht door het museum te doen en op muziekboxen door het gebouw verspreid kunnen kinderen luisteren naar liedjes die speciaal voor hen geïmproviseerd zijn. Er worden geregeld concerten gehouden in het museum: het hele jaar door steeds op de tweede zaterdag van de maand, en in de zomermaanden elke week op dinsdagochtend (een zogenaamd marktconcert). De concerten zijn in de regel gratis toegankelijk, alleen voor concerten die afwijken van deze normale reeks wordt soms entree geheven. Het meest actuele aanbod aan activiteiten staat altijd op de website en op de socials (Facebook en Instagram).
Het museum bezit een uitgebreid muziekantiquariaat waar boeken, bladmuziek en cd's worden verkocht tegen aardige prijsjes. Ook is er een orgelbibliotheek met naslagwerken die mogen worden ingezien. 

## Impressie
| Blik in het museum |
| Blik in het museum |